# Annus Horribilis (saggio)
Annus Horribilis è un libro scritto da Giorgio Bocca, uscito il 27 gennaio 2010.